# Nebraska-Jim
Nebraska-Jim (Originaltitel: Ringo del Nebraska) ist ein Italowestern unter der Regie des ungenannten Mario Bava sowie von Antonio Román, der 1966 erschien. Im deutschsprachigen Raum fand die Erstaufführung am 6. Dezember dieses Jahres statt.

## Handlung
Der etwas ältere Marthy Hillmann und seine hübsche Frau Kay leben auf einer Farm; ständig gibt es Spannungen zwischen den beiden. Als eines Tages der junge Cowboy Ringo Nebraska auf ihrem Anwesen eintrifft, sind beide fasziniert; Marthy von seinem gekonnten Umgang mit dem Gewehr und Kay von seinem herben, aber warmherzigen Charme. Marthy wird vom hinterlistigen Carter das Leben schwer gemacht, der ihm zahlreiche Schäden zugefügt hat; er konnte aber bislang den dem Trunk ergebenen Sheriff nicht davon überzeugen, gegen seinen eingeschworenen Gegner vorzugehen. Carter beherrscht nämlich die Kunst, alle Verdächtigungen zu zerstreuen. Mit Ringo geraten Carters Leute erstmals im Saloon aneinander und versuchen ab diesem Zeitpunkt, auch ihm aufzulauern und zu bekämpfen. Als bei einer neuerlichen Auseinandersetzung Marthy verwundet wird, tötet Carter den Sheriff und lenkt die Schuld auf Ringo. Der als Sheriff fungierende Brack organisiert eine Bürgerwehr, als sich Ringos Unschuld erweist. Carter reitet mit seinen Männern zur Hillmann-Ranch, wo er Kay bedrängt, da er um vergangene Verstrickungen Marthys weiß. Nebraska kann nach seinem Eintreffen die Männer und schließlich Carter töten. Gefundene 50.000 $ aus einem Bankraub übergibt er Brack und seiner Bürgerwehr. Kays Bitte, bei ihr zu bleiben, schlägt Nebraska aus und reitet davon.

## Kritik
Dem „durchschnittlichen“ Film kann man beim besten Willen keine besondere Originalität unterstellen, urteilt Christian Keßler, der der Regie allerdings die „handwerkliche Solidität“ eines „Stilisten“ bescheinigt. Der Evangelische Film-Beobachter meint: „Dieser italienisch-spanische Western ist wie üblich hart und eisenhaltig, weist aber einige nicht uninteressante Abweichungen vom klassischen amerikanischen Typ auf.“

## Synchronisation
Die Berliner Union Film besetzte unter der Dialogregie von Karlheinz Brunnemann, der das Buch von Ursula Buschow umsetzte:
- Ken Clark: Gert Günther Hoffmann
- Yvonne Bastien: Margot Leonard
- Piero Lulli: Jürgen Thormann
- Renato Rossini: Horst Niendorf
- Alfonso Rojas: Martin Hirthe
- Antoni Gradoli: Alexander Welbat
- Francisco Sanz: Karlheinz Brunnemann
- Livio Lorenzon: Arnold Marquis

sowie Hans Walter Clasen und Claus Jurichs